# Artëm Zabelin
Artëm Vladimirovič Zabelin (in russo Артëм Владимирович Забелин?; Chabarovsk, 15 gennaio 1988) è un cestista russo con cittadinanza israeliana.

## Palmarès

### Club

#### Competizioni nazionali
- Campionato russo: 4

CSKA Mosca: 2007-08, 2008-09, 2009-10, 2010-11
- Coppa di Russia: 2

CSKA Mosca: 2009-10
TEMP-SUMZ-UGMK Revda: 2020-21

#### Competizioni internazionali
- Eurolega: 1

CSKA Mosca: 2007-2008
- VTB United League: 2

CSKA Mosca: 2008
UNICS Kazan': 2022-2023